# Шемса Суљаковић
Шемса Суљаковић (Маглај, 29. септембар 1951) босанскохерцеговачка је певачица народне музике. Највећу славу стекла је током осамдесетих година 20. века и позната је чланица чувене петорке Јужног ветра заједно са Драганом Мирковић, Милетом Китићем, Синаном Сакићем и Кемалом Маловчићем.

## Биографија

### Лични живот
Суљаковић је рођена у Маглају, НР Босна и Херцеговина, ФНР Југославија. Рођена је као најстарије од шесторо деце у бошњачкој породици.
Њена певачка каријера почела је након што је њена мајка преселила породицу у сарајевско насеље Широкача. Њихова комшиница Сена је била фолк певачица удата за хармоникаша и често је наступала у локалној кафани. Једне ноћи Сена је наговорила Шемсу да пође с њом у кафану. Те ноћи Шемса је открила свој таленат за певање и сутрадан ју је власница кафане замолила да тамо почне да пева сваке ноћи. Њена музичка каријера званично је почела 1971. године.
Она је са тадашњим мужем, музичаром, са 16 година добила сина, а касније се развела. После се удала за другог човека, хармоникаша из Шапца; њих двоје су се развели.

### Каријера
Своју музичку каријеру започела је 1971. године. Свој први сингл Отишла је љубав с’ нашег кућног прага издала је 1978, са текстовима које су писали Раде Вучковић, а музику Шабан Шаулић, уз музички ансамбл Аце Степића. Наставила је да пева у кафанама, док су њене песме биле емитоване. Две песме су постале јако популарне, али је мало допринео њеној певачкој каријери, јер је јавност мислила да песме пева Бранка Станарчић, због сличности у њиховим гласовима.
Славу је стекла са Јужним ветром, музичком кућом из Београда, која је сарађивала са многим познатим народним певачима попут Синана Сакића, Кемала Маловчића и Драгане Мирковић. Први комерцијални хит бенда био је 1981. године, са вокалом Суљаковић. Током 1980-их, Шемса и њен бенд одржали су безброј концерата на венчањима, сајмовима и многим другим местима.
Шемсини највећи хитови су Пристајем на све, од истоименог албума који је продат у око 850.000 примерака. Зашто си се напио, Сиротиња људе свађа, Зар за мене нема среће, Волеле се очи црне и зелене (на екавском), Јужни ритам, Како да ти помогнем, Јави се, отерај тугу (на екавском), Прођи са мном испод дуге, као и Што ме питаш, Ми се волимо (са Милетом Китићем), Не, не, Разбио си чашу, Сањам и Лажу те (са Сејом Калачем). Њена недавна (2019) песма са спотом је Акшам паде низ махалу.
Почетком ратних дешавања напушта Јужни ветар и придружује се покрету босанскохерцеговачких уметника и широм Босне и Европе одржава хуманитарне концерте посвећене бошњачком народу.

## Дискографија
- Верна у љубави (1982)
- Узми ме мајко у крило своје (1983)
- Преварени не верују више (1984)
- Срце ћу ти дати (1985)
- Пристајем на све (1986)
- Баш ме брига (1987)
- Јави се, отерај тугу (1988)
- Прођи са мном испод дуге (1989)
- Издали ме пријатељи (1990)
- 7000 суза (1991)
- Тако је то (1993)
- Моје вријеме дошло је (1998)
- Не вјерујем ником више (2000)
- Јужни ритам (2002)
- Тако то жене раде (2005)
- Када одем (2007)

Видеографија
| Спот                     | Год. | Режисер    |
| ------------------------ | ---- | ---------- |
| Не, не                   | 1989 | Студио ММИ |
| Баш ме брига             | 1987 | Студио ММИ |
| Прођи са мном испод дуге | 1989 | Студио ММИ |
| Разбио си чашу           | 1988 | Студио ММИ |
| Рођена да патим          | 1998 | ВС СЕНА    |
| Јачи него икад           | 2008 | ДМ Сат     |
| Боље ми је да сам сама   | 2009 | ДМ Сат     |
| Што је било прошло је    | ?    | Хајат      |
| Ја те могу промијенити   | ?    | Хајат      |
| Не вјерујем ником више   | 2017 | самоиздање |
| Борим се                 | 2017 | самоиздање |
| Акшам паде низ махалу    | 2019 | Студио ММИ |
| Луталица                 | 2023 | Студио ММИ |

## Фестивали
- 1985. Хит парада — Нико нема такве очи
- 1998. Бихаћ — Не требаш ми више
- 2005. Бихаћ — Кажу да је иста ја
- 2009. Бихаћ — Идем даље
- 2014. Бихаћ — Сузе бисери